# Obeliscul amplasat pe locul Teatrului evreiesc Pomul Verde din Iași

Obeliscul amplasat pe locul Teatrului evreiesc Pomul Verde din Iaşi

Obeliscul amplasat pe locul Teatrului evreiesc Pomul Verde din Iași este un monument dedicat memoriei primului teatru profesionist din lume în limba idiș, întemeiat de către actorul și dramaturgul Avraham Goldfaden (1840-1908) în anul 1876. Obeliscul este amplasat pe locul unde s-a aflat grădina de vară "Pomul Verde", actualmente în Parcul din fața Teatrului Național din Iași.

## Istoricul amplasamentului
În data de 19 august 1876, regizorul, dramaturgul și traducătorul evreu Avram Goldfaden deschidea în apropierea actualului Teatru Național din Iași celebra scenă "Pomul Verde", primul teatru profesionist din lume în limba idiș. Stilul imprimat de cei care i-au trecut pragul și-a pus amprenta în mod evident pe evoluția ulterioară a teatrelor de pe Broadway, mare parte girate chiar de către Goldfaden.
Închis în timpul celui de-al doilea război mondial, "Pomul Verde" a fost transformat în anul 1949 în Teatrul Evreiesc din Iași, care în anul 1956 a luat numele lui Avram Goldfaden. Odată cu scăderea numărului de spectatori, pe măsură ce evreii din Iași emigrau în Israel, Teatrul Evreiesc s-a desființat în anul 1963, iar clădirea sa a fost demolată. La 27 decembrie 1976, s-a dezvelit bustul lui Avram Goldfaden, amplasat în fața Pomului Verde și în dreapta Teatrului Național din Iași. 
La data de 15 octombrie 2002, la ora 17, în prima zi a Festivalului Internațional de Teatru "Avram Goldfaden", organizat de Teatrul Național și dedicat memoriei celui care a întemeiat la Iași primul teatru evreiesc din lume, a fost dezvelit un obelisc amplasat chiar pe locul unde a funcționat, din august 1876, celebra grădină "Pomul Verde", primul teatru evreiesc din lume. 
Obeliscul a fost realizat prin grija Consiliului Județean Iași, fiind amplasat exact peste drum de Teatrul Național și de bustul lui Avram Goldfaden. La acest eveniment au participat ministrul Culturii și Cultelor, acad. prof. dr. Răzvan Theodorescu, ambasadorul Israelului în România, Sandu Mazor, regizorul american Moshe Yassur, directorul Teatrului Evreiesc de Stat din București, Harry Eliad etc.
Cu prilejul dezvelirii obeliscului, acad. prof. dr. Răzvan Theodorescu s-a referit în alocuțiunea sa la "personalitatea marcantă a acestui cetațean al lumii, Avram Goldfaden, care a dat, împreună cu artiștii de la «Pomul verde», atât de mult culturii române. Gestul de a dezveli acest obelisc și de a organiza un festival special care să-l omagieze este unul de restituire istorică". 
Pe obelisc este amplasată o placă de marmură pe care se află următoarea inscripție: "Aici a ființat primul teatru evreiesc din lume (Pomul Verde) întemeiat în 1876 de Avram Goldfaden." Consiliul Județean Iași, octombrie 2002.

## Fotogalerie

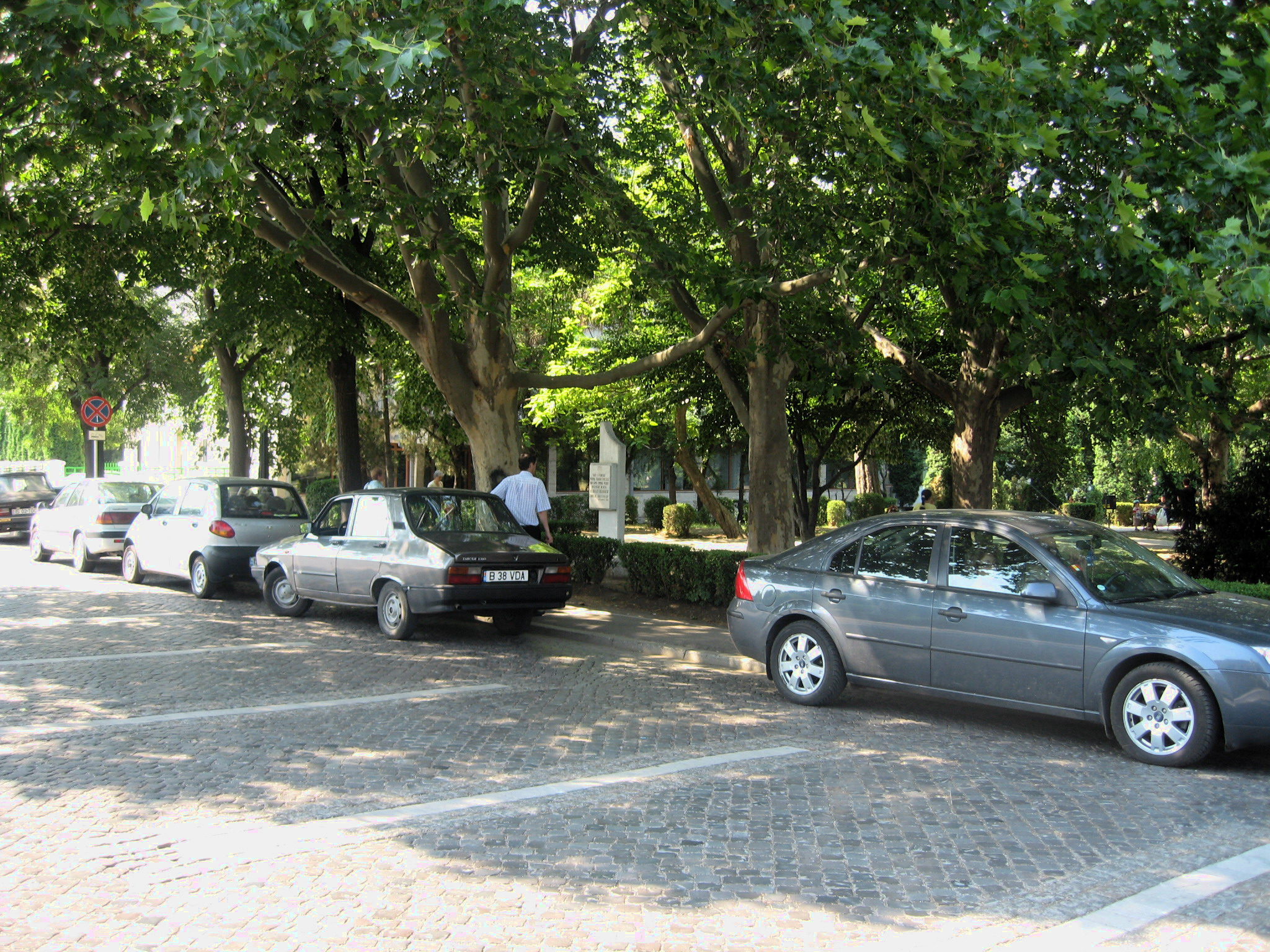
Obeliscul într-o zi de vară
Obeliscul într-o zi de toamnă